# Ding-Dong! The Witch Is Dead
Pour les articles homonymes, voir Ding Dong.
Ding-Dong! The Witch Is Dead est le refrain de plusieurs chansons d'une longue scène du Magicien d'Oz. Les paroles sont de Yip Harburg, sur une musique de Harold Arlen. Les personnages de Glinda et Dorothy Gale, qui interprètent les chansons, se réjouissent de la mort de la Méchante sorcière de l'Est après que Dorothy aurait « lâché une maison sur elle » — en réalité, la sorcière est tuée par une tornade.

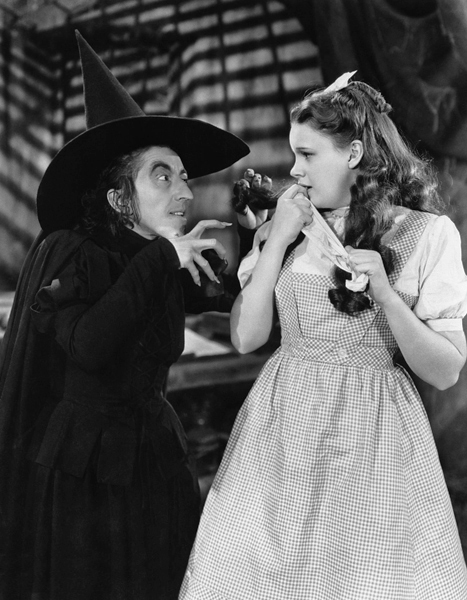
La Méchante Sorcière de l'Ouest (Margaret Hamilton) et Dorothy (Judy Garland).

La chanson a été utilisée en 2013 pour célébrer la mort de Margaret Thatcher, 71e Premier ministre du Royaume-Uni.

## Reprises
La chanson retrouve une certaine gloire en 1982 avec la reprise de Klaus Nomi.
La chanson The Day That Thatcher Dies du groupe de rock anglais Hefner se termine par des enfants chantant Ding Dong! The Witch Is Dead en référence à Margaret Thatcher, ancienne Premier ministre du Royaume-Uni.
Le 22 février 1983, la chanson est reprise dans la série Fame (saison 2, épisode 19, intitulé Not in Kansas Anymore).
La série télévisée Glee reprend la chanson dans le premier épisode de la saison 3.

## Mort de Margaret Thatcher
En avril 2013, à la suite de la mort de Margaret Thatcher, des opposants à celle-ci tentèrent de faire passer cette chanson en première place des ventes au Royaume-Uni en demandant à tout le monde de l'acheter sur les plateforme de téléchargement. La chanson atteignit la deuxième place. Radio 1 qui diffuse le classement officiel des ventes, The Official Chart with Jameela Jamil, hésita à diffuser cette chanson. Elle diffusa tout de même un court extrait.

### Classements hebdomadaires en 2013
| Pays        | Hit-parade  | Meilleure position |
| ----------- | ----------- | ------------------ |
| Irlande     | Top 100     | 30                 |
| Écosse      | Top 40      | 1                  |
| Royaume-Uni | Top 40      | 2                  |
| Royaume-Uni | Top 40 Indé | 2                  |